# Solitário
Solitário exprime a ideia de fazer algo sozinho e assim é vulgarmente empregue tanto em náutica como no alpinismo.

## Vela
Em náutica diz-se quando o velejador não está acompanhado, mas manobra sozinho
Determinados barcos à vela são concebidos com esse fim como com o nosso português Lusito muito no género do Optimist, e o Laser e onde tudo é disposto para que só um velejador manobre a embarcação (no caso dos dois primeiros, crianças). O problema é todo outro nas provas em solitário como a Solitaire du Figaro onde no mar aberto um só velejador tem que manobrar o veleiro que foi em princípio concebido para uma navegação em equipagem. Outras provas extremas deste género são a Route du Rhum que é uma prova transatlântica, e ainda pior a Vendée Globe que é uma volta ao mundo em solitário.
Algumas provas à vela ao largo são corrida a dois e no dizer dos velejadores ainda é mais "física" que a em solitário na medida em que cada um quer dá sempre o máximo antes de se ir repousar durante mais tempo do que quando navega em solitário.

## Montanha
Uma ascensão em solitário só pode ser feita por alpinistas muitíssimo experimentados pois têm que gerir em solo o que geralmente é decido e ajudado numa cordée